# Giovanni della Scala

Stemma degli Scaligeri.

Giovanni della Scala (Verona, 1325 circa – Verona, 7 luglio 1359) è stato un nobile e politico italiano.

## Biografia
Era figlio naturale di Francesco della Scala, di Bartolomeo I.
Fu un diplomatico al servizio di Cangrande II della Scala e nel 1353 stipulò un'alleanza con la famiglia nemica dei Carraresi. Ricoprì la carica di podestà di Vicenza. Nel 1354 venne coinvolto nella ribellione di Fregnano della Scala contro Cangrande per il possesso di Verona e fu tra coloro che uccisero il ribelle sul Ponte Navi. A causa di una possibile cospirazione contro il signore di Verona, Giovanni fu costretto a rifugiarsi a Padova nel 1355. Rientrò in seguito nella città di origine dopo essersi riconciliato con Cangrande.
Morì nel 1359 e venne sepolto nella chiesa dei Santi Fermo e Rustico al ponte Navi. La tomba venne spostata e collocata nella Arche scaligere nel 1831 in fondo al cimitero, sulla parete esterna di una casa.

## Discendenza
Giovanni ebbe due figli:
- China (Chichina) (?-1355)
- Giovanni II